# Liouberetskaïa
La Liouberetskaïa (en cyrillique : Люберецкая) est une organisation criminelle russe moscovite apparue en 1986 et dont le fondateur est Sergueï Aksenov et le principal organisateur Alexandre Bobylev, dit « Raoul ». L'histoire du groupe est assez originale dans le sens où il était constitué à l'origine de « jeunes hippies » à la russe qui se rassemblaient dans la banlieue sud-est de Moscou.  
En 1987, les investigations de la revue Ogoniok ont démontré qu'en réalité ces jeunes nationalistes au crâne rasé étaient des bandits particulièrement bien organisés, spécialistes le plus souvent des sports de combat. Ils s'imposèrent rapidement dans le milieu et furent sollicités par les grands parrains du crime organisé comme Otari Kvantrichvili. 
Le groupe est divisé en dix-huit familles composées de 500 membres. Chacune des brigades est divisée en cinq sous-groupes criminels.
L'efficacité de cette organisation autour de structures écrans lui a permis de durer et de ne pas être inquiétée par les différents gouvernements. 
Cette organisation est spécialisée dans de nombreuses activités illégales telles que le trafic de stupéfiants, le vol, les répressions physiques, etc.
La hiérarchie y est stricte et chaque individu est assigné à un domaine de compétence précis (par exemple Sergueï Zoubritskii était la personne chargée des meurtres commandités).
La Liouberetskaïa est présente à l'étranger, notamment aux États-Unis, en Allemagne (elle y contrôle les Tchétchènes dans l'activité du vol de voiture), en Israël et en Hongrie.

## Sources
- Arnaud Kalika, Russie, le Crime organisé, évolution et perspectives, Note MCC d'Alerte, Département de recherche sur les menaces criminelles contemporaines, Institut de criminologie de Paris-Université, Paris II, Panthéon-ASSAS, 5 octobre 2005.